# Scrisori din Iwo Jima
Scrisori din Iwo Jima (硫黄島からの手紙 Iōjima Kara no Tegami?) este un film de război american în limba japoneză din 2006, regizat și co-produs de Clint Eastwood, cu Ken Watanabe și Kazunari Ninomiya⁠(d) în rolurile principale. Filmul înfățișează bătălia de la Iwo Jima din perspectiva soldaților japonezi și este o lucrare însoțitoare a filmului lui Eastwood Steaguri pline de glorie (Flags Of Our Fathers, 2006), care descrie aceeași bătălie din punctul de vedere american; cele două filme au fost filmate în același timp. Filmul Scrisori din Iwo Jima este aproape în întregime în limba japoneză, în ciuda faptului că este  produs de companiile americane DreamWorks Pictures, Malpaso Productions⁠(d) și Amblin Entertainment.

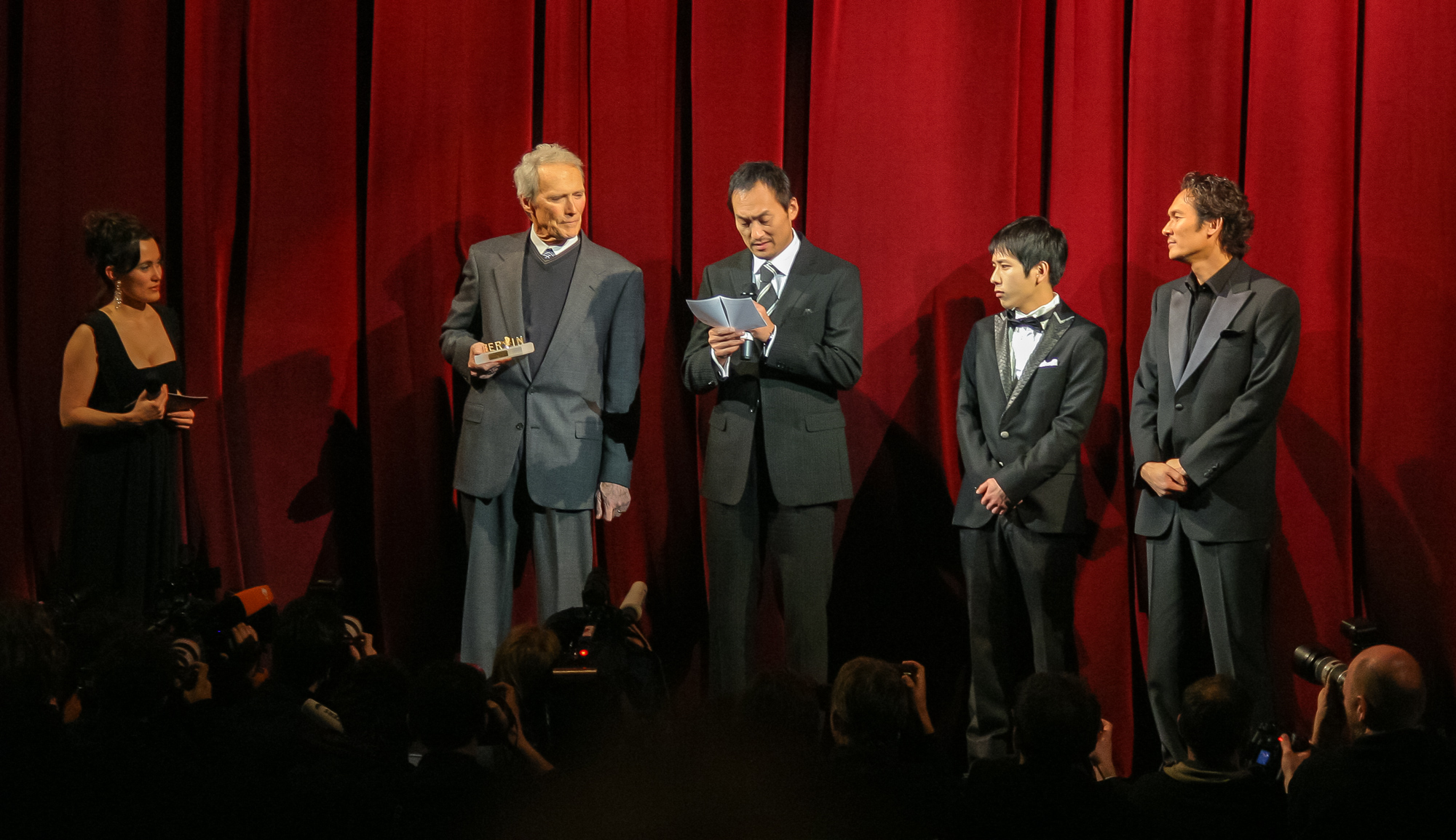
Clint Eastwood, Ken Watanabe, Kazunari Ninomiya și Tsuyoshi Ihara după o proiecție la Berlinale 2007

Filmul a fost lansat în Japonia la 9 decembrie 2006 și a avut o lansare limitată în Statele Unite la 20 decembrie 2006 pentru a fi eligibil pentru a fi luat în considerare pentru cea de-a 79-a ediție a Premiilor Oscar, pentru care a primit patru nominalizări, inclusiv pentru cel mai bun film și a câștigat premiul pentru cea mai bună editare sonoră. Ulterior, a fost lansat în mai multe zone din SUA la 12 ianuarie 2007 și a fost lansat în majoritatea statelor la 19 ianuarie. O versiune dublată în engleză a filmului a avut premiera la 7 aprilie 2008. La lansare, filmul a fost apreciat de critici și, deși a încasat la box office cu puțin mai mult decât însoțitorul său Steaguri pline de glorie, a avut mult mai mult succes în comparație cu bugetul său.

## Rezumat
În 2005, arheologii japonezi explorează tunelurile din Iwo Jima, unde găsesc ceva ascuns în pământ.
Scena se schimbă în Iwo Jima în 1944. Soldatul de primă clasă Saigo, un brutar recrutat căruia îi lipsesc soția și fiica sa pe care nu a văzut-o, sapă tranșee pe plajă cu plutonul său în momentul în care generalul-locotenent Tadamichi Kuribayashi⁠(d) sosește pentru a prelua comanda garnizoanei. El îl salvează pe Saigo de bătaia căpitanului Tanida pentru că acesta îl consideră „nepatriotic” și ordonă garnizoanei să facă un tunel de apărare subterană pe toată insula.
Kuribayashi și locotenent-colonel baronul⁠(d) Takeichi Nishi⁠(d), un celebru săritor peste obstacole olimpic medaliat cu aur, se confruntă cu unii dintre ceilalți ofițeri, care nu sunt de acord cu strategia de apărare în profunzime a lui Kuribayashi. Kuribayashi află că Japonia nu poate trimite întăriri, prin urmare crede că tunelurile și apărările montane au o șansă mai mare de a rezista decât tranșeele pe plajă. Alimentația precară și condițiile insalubre își fac efectul, iar mulți soldați mor de dizenterie. Soldatul superior Shimizu sosește ca întăriri, dar Saigo îl suspectează că este un spion de la Kempeitai trimis să raporteze despre soldații neloiali.
În curând, avioanele și navele de război americane bombardează insula. Câteva zile mai târziu, pușcașii marini americani aterizează și suferă pierderi grele, dar copleșesc apărarea de pe plajă și atacă Muntele Suribachi. În timp ce trimite o cerere de la căpitanul Tanida pentru mai multe mitraliere, Saigo aude cum Kuribayashi dă ordin de retragere prin radio. Cu toate acestea, căpitanului Tanida ignoră ordinul și, în schimb, își pune unitatea să se sinucidă în masă. Saigo fuge cu Shimizu, convingându-l să rămână în viață și să lupte mai departe.
Supraviețuitorii de pe Muntele Suribachi aleargă spre liniile amicale, dar pușcașii marini îi prind în ambuscadă și îi distrug, cu excepția lui Saigo și Shimizu. Cei doi ajung în siguranță, dar sunt acuzați de locotenentul Ito de lașitate. Ei sunt pe cale să fie executați cu sabia când Kuribayashi sosește și își confirmă ordinul de retragere. Împotriva ordinelor lui Kuribayashi, Ito conduce un atac asupra pozițiilor SUA și mulți soldați sunt uciși. Colonelul Nishi îl mustră pe Ito pentru insubordonarea sa; ca răspuns, Ito pleacă purtând mai multe mine de teren și intenționează să se arunce sub un tanc american. Shimizu îi dezvăluie lui Saigo că a fost dat afară de la Academia Kempeitai, deoarece nu a respectat ordinul de a ucide câinele unei familii. Nishi este în cele din urmă orbit de schije și le ordonă oamenilor să se retragă înainte de a se sinucide.
Saigo și Shimizu încearcă să se predea, dar sunt reperați de superiorul lor și numai Shimizu scapă, care este apoi găsit de o patrulă a Marinei. Shimizu și un alt prizonier japonez sunt apoi împușcați de paznicul lor american. Saigo și soldații rămași fug la poziția lui Kuribayashi. Saigo se împrietenește cu Kuribayashi care planifică un contraatac sinucigaș din cauza proviziilor epuizate. Kuribayashi îi ordonă lui Saigo să rămână în urmă și să distrugă orice document vital, salvând viața lui Saigo pentru a treia oară.
În acea noapte, Kuribayashi conduce un ultim atac banzai. Cei mai mulți dintre oamenii săi sunt uciși, iar Kuribayashi este rănit grav, dar loialul său asistent Fujita îl târăște departe. Între timp, Ito și-a abandonat de mult misiunea sinucigașă și este capturat de pușcașii marini. În dimineața următoare, Kuribayashi îi ordonă lui Fujita să-l decapiteze cu Guntō⁠(d)-ul său, dar Fujita este împușcat mortal de un lunetist marin. Saigo sosește, după ce a îngropat un sac cu scrisori înainte de a părăsi sediul. Kuribayashi îi cere lui Saigo să-l îngroape undeva să nu fie găsit, apoi își scoate pistolul – un ColtM1911 dăruit lui în SUA înainte de război – și se sinucide. Saigo îl îngroapă cu respect.
Mai târziu, un pluton de marini găsește cadavrul lui Fujita. Saigo reapare și îi atacă, înfuriat să vadă că un locotenent i-a luat pistolul lui Kuribayashi. Saigo este doborât și dus pe plajă pentru a se recupera alături de pușcașii marini răniți. Trezindu-se pe o targă, zărește soarele care apune și zâmbește.
Revenind în 2005, arheologii își încheie săpăturile și găsesc sacul cu scrisori pe care Saigo l-a îngropat. Pe măsură ce scrisorile cad din sacul deschis, se aud vocile soldaților japonezi care le-au scris.

## Distribuție
| Actor             | Rol                                         |
| ----------------- | ------------------------------------------- |
| Ken Watanabe      | generalul Tadamichi Kuribayashi             |
| Kazunari Ninomiya | Soldat de primă clasă Saigo                 |
| Tsuyoshi Ihara    | Locotenent colonel baron Takeichi Nishi     |
| Ryō Kase          | Soldat superior Shimizu                     |
| Shidō Nakamura    | locotenentul Ito                            |
| Hiroshi Watanabe  | locotenentul Fujita                         |
| Takumi Bando      | Căpitanul Tanida                            |
| Yuki Matsuzaki    | Soldat de clasa întâi Nozaki                |
| Takashi Yamaguchi | Soldat de clasa întâi Kashiwara             |
| Eijiro Ozaki      | Locotenentul Okubo                          |
| Alan Sato         | Sergent Ondo                                |
| Nae Yuuki         | Hanako, soția lui Saigo (într-un flashback) |
| Nobumasa Sakagami | amiralul Ohsugi                             |
| Masashi Nagadoi   | amiralul Ichimaru                           |
| Akiko Shima       | femeie (într-un flashback)                  |
| Luke Eberl        | Sam, marin american rănit (ca Lucas Elliot) |
| Jeremy Glazer     | Locotenent de marină americană              |
| Ikuma Ando        | Ozawa                                       |
| Marcu Moise       | Ofițer american (într-un flashback)         |
| Roxanne Hart      | soția ofițerului                            |
| Nori Bunasawa     | Jurnalist japonez                           |